# Colocleora lambillionei
Colocleora lambillionei là một loài bướm đêm trong họ Geometridae.